# Ned Hanlan (remorqueur)
Le Ned Hanlan était un remorqueur à vapeur qui opérait dans le port de Toronto en Ontario (Canada). Le remorqueur est entré en service en 1932 et a été retiré en 1967. Il a ensuite été exposé au Parc des expositions de Toronto. Il a été déménagé en 2012 à Hanlan's Point sur les îles de Toronto ; il porte le nom du champion rameur canadien Ned Hanlan.

## Historique
Ned Hanlan a été construit en 1932 sur le chantier naval de Toronto Drydock Company (en). Il a été conçu par l'architecte naval John Stephen pour le service des travaux publics de la ville de Toronto. Ned Hanlan a été nommé en l'honneur de Ned Hanlan, un habitant de Toronto du XIXe siècle et champion du monde d'aviron. Il a servi de remorqueur pour les bateaux à vapeur du lac, a aidé dans le projet de travaux et a agi en tant que ferry de secours entre l'aéroport de l'île et le continent.

## Préservation
Ned Hanlan a pris sa retraite en 1967 et est resté amarrée dans le port de Toronto jusqu'en 1971, date à laquelle il a été déplacé pour une exposition statique à côté du Toronto Maritime Museum (en), situé dans l'ancien quartier des officiers de Stanley Barracks au Parc des expositions de Toronto. En juin 2012, le remorqueur a été transféré sur un nouveau site à Hanlan's Point sur les îles de Toronto.

### Ned Hanlan II
Un autre remorqueur à Toronto opère sous le nom de Ned Hanlan. Le remorqueur Ned Hanlan II est un remorqueur du service des travaux publics de Toronto. Ce bateau appartenait à l'origine au service de police de Toronto.

## Galerie

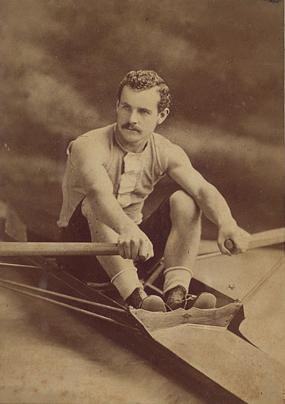
Le rameur Ned Hanlan en 1876
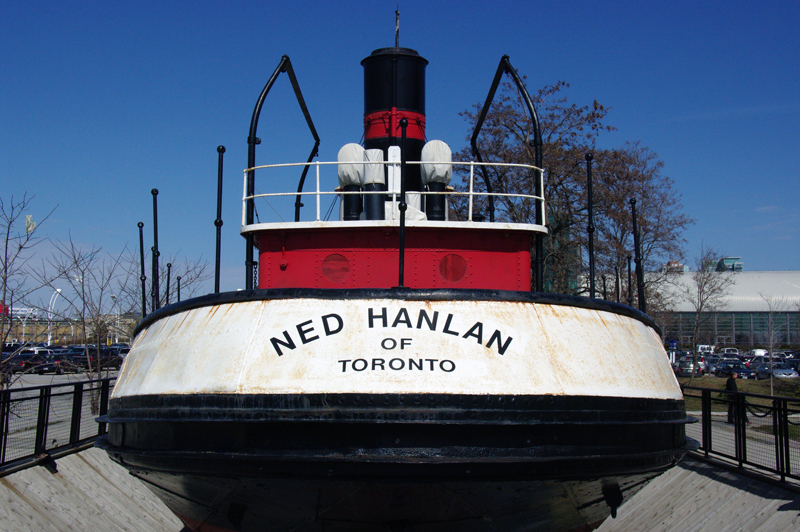
Le remorqueur en 2009
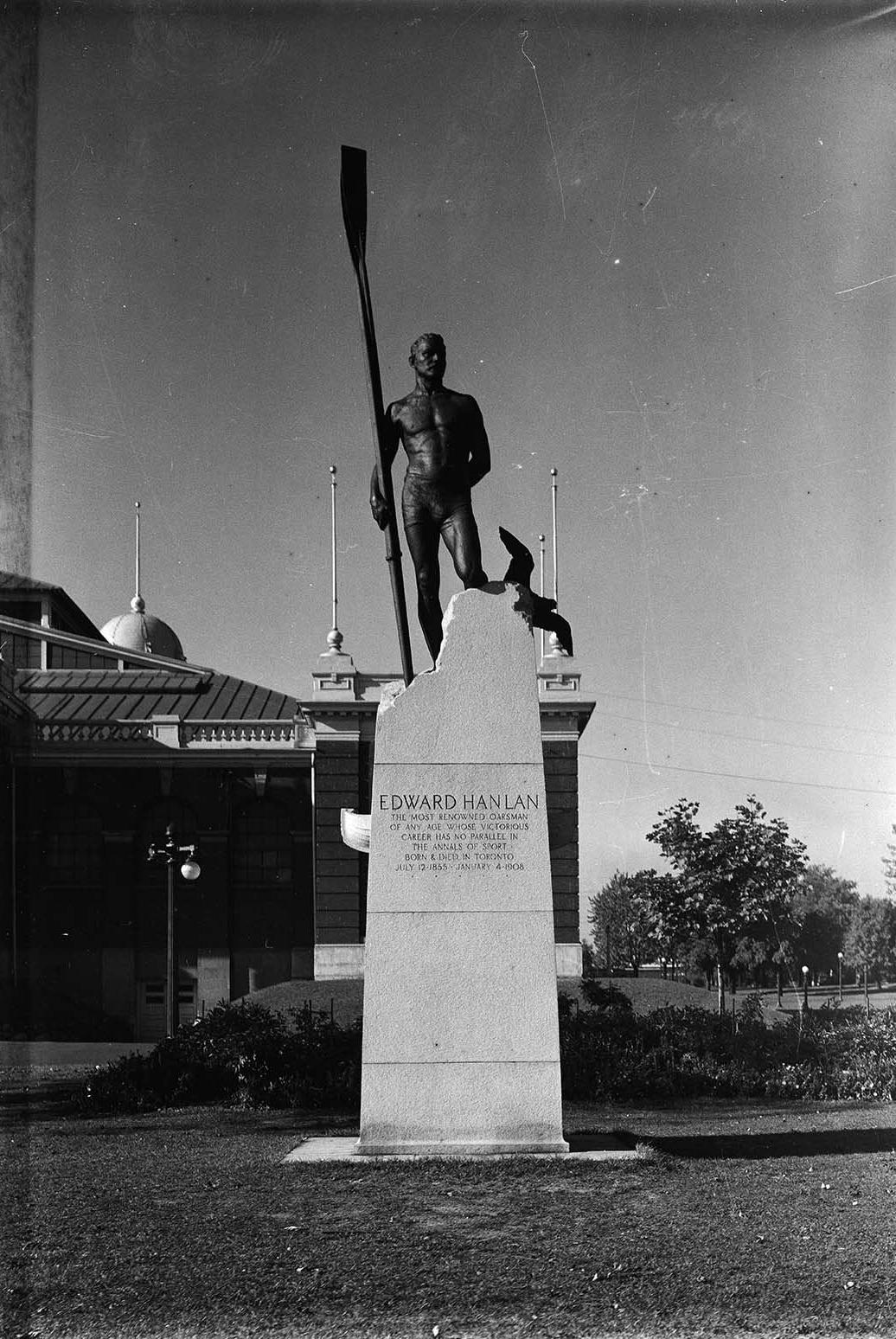
Le monument au Canadian National Exhibition